# Тоторо (Колумбия)
Тоторо (исп. Totoró) — город и муниципалитет на юго-западе Колумбии, на территории департамента Каука. Входит в состав Восточной провинции.

## История
Поселение, из которого позднее вырос город, было основано 30 января 1815 года. Муниципалитет Тоторо был выделен в отдельную административную единицу в 1835 году.

## Географическое положение
Город расположен в восточной части департамента, в горной местности Центральной Кордильеры, на расстоянии приблизительно 17 километров к востоку-северо-востоку (ENE) от города Попаян, административного центра департамента. Абсолютная высота — 2839 метров над уровнем моря.
Муниципалитет Тоторо граничит на севере с территорией муниципалитета Сильвия, на востоке и юго-востоке — с муниципалитетом Инса, на юге — с муниципалитетом Пурасе, на юго-западе — с муниципалитетом Попаян, на северо-западе — с муниципалитетом Кахибио. Площадь муниципалитета составляет 421,98 км².

## Население
По данным Национального административного департамента статистики Колумбии, совокупная численность населения города и муниципалитета в 2015 году составляла 20 123 человека.
Динамика численности населения муниципалитета по годам:
| 2005   | 2006   | 2007   | 2008   | 2009   | 2010   | 2011   | 2012   | 2013   | 2014   | 2015   |
| ------ | ------ | ------ | ------ | ------ | ------ | ------ | ------ | ------ | ------ | ------ |
| 17 430 | 17 659 | 17 907 | 18 160 | 18 414 | 18 690 | 18 960 | 19 247 | 19 529 | 19 821 | 20 123 |

Согласно данным переписи 2005 года мужчины составляли 50,6 % от населения Тоторо, женщины — соответственно 49,4 %. В расовом отношении индейцы составляли 77,5 % от населения города; белые и метисы — 22,4 %; негры, мулаты и райсальцы— 0,1 %.
Уровень грамотности среди всего населения составлял 84,5 %.

## Экономика
Основу экономики Тоторо составляют сельское хозяйство и аквакультура.
52,2 % от общего числа городских и муниципальных предприятий составляют предприятия торговой сферы, 35,5 % — предприятия сферы обслуживания, 9,4 % — промышленные предприятия, 2,9 % — предприятия иных отраслей экономики.

## Транспорт
Через город проходит национальное шоссе № 26 (исп. Ruta Nacional 26).